# Short track ai XXIV Giochi olimpici invernali - 1500 m maschile
La gara dei 1500 metri maschile di short track dei XXIV Giochi olimpici invernali di Pechino è stata disputata il 9 febbraio 2022 sulla pista del Capital Indoor Stadium a partire dalle ore 19:00 (UTC+8). Vi hanno partecipato 36 atleti provenienti da 16 nazioni.
La competizione è stata vinta dal pattinatore sudcoreano Hwang Dae-heon, mentre l'argento e il bronzo sono andati rispettivamente al canadese Steven Dubois e all'atleta del ROC Semën Elistratov.

## Record
Prima della competizione il record del mondo e il record olimpico erano i seguenti:
| Record mondiale | 2'07"943 | Sjinkie Knegt Paesi Bassi | 13 novembre 2016 Salt Lake City, Stati Uniti |
| Record olimpico | 2'10"485 | Lim Hyo-jun Corea del Sud | 10 febbraio 2018 Gangneung, Corea del Sud    |

Durante la competizione è stato battuto il seguente record:
| Data       | Evento             | Atleta             | Nazione  | Tempo    | Record          |
| ---------- | ------------------ | ------------------ | -------- | -------- | --------------- |
| 9 febbraio | Quarto di finale 1 | Shaolin Sándor Liu | Ungheria | 2'09"213 | Record olimpico |

## Risultati

### Quarti di finale
Quarto di finale 1
| Pos. | Atleta             | Nazione  | Tempo    | Note |
| ---- | ------------------ | -------- | -------- | ---- |
| 1    | Shaolin Sándor Liu | Ungheria | 2'09"213 | Q,   |
| 2    | Pascal Dion        | Canada   | 2'09"723 | Q    |
| 3    | Denis Ayrapetyan   | ROC      | 2'09"776 | Q    |
| 4    | Vladislav Bykanov  | Israele  | 2'09"932 | q    |
| 5    | Roberts Krūzbergs  | Lettonia | 2'10"999 |      |
| 6    | Michał Niewiński   | Polonia  | 2'12"852 |      |

Quarto di finale 2
| Pos. | Atleta        | Nazione       | Tempo    | Note |
| ---- | ------------- | ------------- | -------- | ---- |
| 1    | Lee June-seo  | Corea del Sud | 2'18"630 | Q    |
| 2    | Sven Roes     | Paesi Bassi   | 2'18"687 | Q    |
| 3    | Stijn Desmet  | Belgio        | 2'19"112 | Q    |
| 4    | Sun Long      | Cina          | 2'19"244 |      |
| 5    | Andrew Heo    | Stati Uniti   | 2'19"482 |      |
| -    | Pietro Sighel | Italia        | -        | DSQ  |

Quarto di finale 3
| Pos. | Atleta           | Nazione       | Tempo    | Note |
| ---- | ---------------- | ------------- | -------- | ---- |
| 1    | Hwang Dae-heon   | Corea del Sud | 2'14"910 | Q    |
| 2    | Semën Elistratov | ROC           | 2'15"094 | Q    |
| 3    | Steven Dubois    | Canada        | 2'15"123 | Q    |
| 4    | Kota Kikuchi     | Giappone      | 2'15"243 |      |
| 5    | Reinis Bērziņš   | Lettonia      | 2'15"371 | ADV  |
| -    | Ryan Pivirotto   | Stati Uniti   | -        | DSQ  |

Quarto di finale 4
| Pos. | Atleta            | Nazione       | Tempo    | Note |
| ---- | ----------------- | ------------- | -------- | ---- |
| 1    | Charles Hamelin   | Canada        | 2'11"239 | Q    |
| 2    | Adil Galiakhmetov | Kazakistan    | 2'11"823 | Q    |
| 3    | Park Jang-hyuk    | Corea del Sud | 2'12"116 | Q    |
| 4    | Quentin Fercoq    | Francia       | 2'15"347 |      |
| 5    | Itzhak de Laat    | Paesi Bassi   | 3'08"907 |      |
| -    | Denis Nikiša      | Kazakistan    | -        | DSQ  |

Quarto di finale 5
| Pos. | Atleta             | Nazione     | Tempo    | Note |
| ---- | ------------------ | ----------- | -------- | ---- |
| 1    | Sjinkie Knegt      | Paesi Bassi | 2'12"208 | Q    |
| 2    | Kazuki Yoshinaga   | Giappone    | 2'12"450 | Q    |
| 3    | John-Henry Krueger | Ungheria    | 2'12"525 | Q    |
| 4    | Yuri Confortola    | Italia      | 2'12"853 | q    |
| 5    | Shogo Miyata       | Giappone    | 2'13"799 |      |
| 6    | Zhang Tianyi       | Cina        | -        | DNF  |

Quarto di finale 6
| Pos. | Atleta             | Nazione       | Tempo    | Note |
| ---- | ------------------ | ------------- | -------- | ---- |
| 1    | Ren Ziwei          | Cina          | 2'15"084 | Q    |
| 2    | Shaoang Liu        | Ungheria      | 2'15"376 | Q    |
| 3    | Farrell Treacy     | Gran Bretagna | 2'16"880 | Q    |
| 4    | Daniil Eibog       | ROC           | 2'16"975 |      |
| 5    | Sébastien Lepape   | Francia       | 2'41"547 |      |
| 6    | Luca Spechenhauser | Italia        | 2'56"796 |      |

### Semifinali
Semifinale 1
| Pos. | Atleta             | Nazione       | Tempo    | Note |
| ---- | ------------------ | ------------- | -------- | ---- |
| 1    | Lee June-seo       | Corea del Sud | 2'10"586 | QA   |
| 2    | Shaolin Sándor Liu | Ungheria      | 2'10"685 | QA   |
| 3    | Denis Ayrapetyan   | ROC           | 2'10"773 | QB   |
| 4    | Sven Roes          | Paesi Bassi   | 2'10"841 | QB   |
| 5    | Stijn Desmet       | Belgio        | 2'11"169 |      |
| 6    | Vladislav Bykanov  | Israele       | 2'13"491 |      |
| 7    | Pascal Dion        | Canada        | 2'15"271 |      |

Semifinale 2
| Pos. | Atleta             | Nazione       | Tempo    | Note |
| ---- | ------------------ | ------------- | -------- | ---- |
| 1    | Hwang Dae-heon     | Corea del Sud | 2'13"188 | QA   |
| 2    | Semën Elistratov   | ROC           | 2'13"229 | QA   |
| 3    | Kazuki Yoshinaga   | Giappone      | 2'14"014 | QB   |
| 4    | Reinis Bērziņš     | Lettonia      | 2'14"714 | QB   |
| 5    | John-Henry Krueger | Ungheria      | 2'18"671 | ADVB |
| 6    | Steven Dubois      | Canada        | 2'38"000 | ADVA |
| -    | Sjinkie Knegt      | Paesi Bassi   | -        | DSQ  |

Semifinale 3
| Pos. | Atleta            | Nazione       | Tempo    | Note |
| ---- | ----------------- | ------------- | -------- | ---- |
| 1    | Shaoang Liu       | Ungheria      | 2'12"519 | QA   |
| 2    | Park Jang-hyuk    | Corea del Sud | 2'12"751 | QA   |
| 3    | Farrell Treacy    | Gran Bretagna | 2'13"736 | QA   |
| 4    | Adil Galiakhmetov | Kazakistan    | 2'18"291 | ADVA |
| 5    | Yuri Confortola   | Italia        | -        | ADVA |
| -    | Ren Ziwei         | Cina          | -        | DSQ  |
| -    | Charles Hamelin   | Canada        | -        | DSQ  |

### Finali
Finale A
| Pos.    | Atleta             | Nazione       | Tempo    | Note |
| ------- | ------------------ | ------------- | -------- | ---- |
| Oro     | Hwang Dae-heon     | Corea del Sud | 2'09"219 |      |
| Argento | Steven Dubois      | Canada        | 2'09"254 |      |
| Bronzo  | Semën Elistratov   | ROC           | 2'09"267 |      |
| 4       | Shaoang Liu        | Ungheria      | 2'09"409 |      |
| 5       | Lee June-seo       | Corea del Sud | 2'09"622 |      |
| 6       | Shaolin Sándor Liu | Ungheria      | 2'09"953 |      |
| 7       | Park Jang-hyuk     | Corea del Sud | 2'10"176 |      |
| 8       | Adil Galiakhmetov  | Kazakistan    | 2'11"584 |      |
| 9       | Farrell Treacy     | Gran Bretagna | 2'11"988 |      |
| 10      | Yuri Confortola    | Italia        | 2'12"384 |      |

Finale B
| Pos. | Atleta             | Nazione     | Tempo    | Note |
| ---- | ------------------ | ----------- | -------- | ---- |
| 11   | John-Henry Krueger | Ungheria    | 2'18"059 |      |
| 12   | Denis Ayrapetyan   | ROC         | 2'18"076 |      |
| 13   | Stijn Desmet       | Belgio      | 2'18"278 |      |
| 14   | Sven Roes          | Paesi Bassi | 2'18"299 |      |
| 15   | Reinis Bērziņš     | Lettonia    | 2'18"499 |      |
| 16   | Kazuki Yoshinaga   | Giappone    | 2'18"585 |      |